# Myrmica angulinodis
Myrmica angulinodis — вид мелких муравьёв рода Myrmica.

## Распространение
Сибирь от Алтая (восточная Сибирь и Забайкалье) до Тихого океана, северная Монголия.

## Описание
Рыжевато-коричневые муравьи длиной около 4—5 мм.
На Северо-Востоке Азии заселяют сухие и теплые южные склоны; обладают высокой холодоустойчивостью: температуры их максимального переохлаждения находятся в пределах от −28 до −31°С (пороги переносимых ими температур на 5°С выше).

## Систематика
Вид Myrmica angulinodis Ruzsky, 1905 имеет синоним Myrmica baikalensis Karav.,1931, который ранее считался отдельным видом.